# Три бурета за вино
Три бурета за вино се налазе на Трг Зелена Пијаца број 11 у Вршцу и представљају непокретно културно добро као споменик културе.
Бурад су саграђена око 1885. године на четвртастој подлози, прављена од опеке са цементом, а унутрашњост им је обложена плочама, популарно их зову и „стаклена бурад”. Димензија су ширина 180cm, дужина 3,5m, висине 220cm. Запремине су, прво je 115,50Hl, друго 115,50Hl и реће 118,15Hl. Бурад споља са предње стране имају украсе изведене цементом. Такође постоји посебан жлеб за уградњу стаклене цеви за показивање нивоа вина у бурадима. 
Бурад су саграђена као један објекат са три дела, а сваки од њих је целина за себе. Бурад је изградила фирма Rostoch und Hoffelner, Cementfassbau - Gesellschaft - Klosterneoburg bei Wien - и налазе се у дворишту зграде која је била власништво Валентина Нојкнома. 
Како су и околне зграде у друштвеној својини, а зграда у чијем су се дворишту налазила бурад је срушена, бурад су тако остала на отвореном простору. Ради историјског значаја и вредности буради требало би их свакако и конзервирати и уклопити у ново решење Трга.